# Општина Лупени (Харгита)
Лупени (рум. Lupeni) општина је у Румунији у округу Харгита.
Oпштина се налази на надморској висини од 604 m.